# Novembre 1989

## Événements

### Mercredi1ernovembre1989
- République démocratique allemande : 
  - La réouverture de la frontière avec la Tchécoslovaquie provoque la reprise de l'exode vers l'Ouest.
  - Le nouveau chef de l'État et du parti communiste, Egon Krenz est reçu à Moscou par Mikhaïl Gorbatchev.
- Nicaragua : le président Daniel Ortega décide la suspension du cessez-le-feu avec la Contra antisandiniste en vigueur depuis le 23 mars 1988.
- Union soviétique : les mineurs du bassin de Vorkouta déclenchent une nouvelle grève.

### Jeudi2 novembre 1989
- République démocratique allemande : le chef de l'État, Egon Krenz, est reçu en Pologne par le général Jaruzelski et le premier ministre Tadeusz Mazowiecki.

### Vendredi3 novembre 1989
- Pologne : le gouvernement annonce que désormais le parti communiste (PZPR) ne recevra plus de subventions versées par l'État.

### Samedi4 novembre 1989
- République démocratique allemande : grande manifestation à Berlin-Est, entre un demi-million et un million de manifestants réclament des élections libres et la démission du gouvernement. Les manifestations reprennent le lendemain.
- Arménie (ex-Union Soviétique) : à Erevan, Une quarantaine de mouvements indépendantistes et nationalistes, créent un Congrès exécutif et adoptent un projet d'État indépendant.
- Lituanie (ex-Union Soviétique) : le Soviet suprême du pays vote une loi permettant l'organisation de referendums sur les questions importantes, dont l'autodétermination et la limitation de l'immigration russe.

### Dimanche5 novembre 1989
- États-Unis : à New York, décès d’une crise cardiaque, de Vladimir Horowitz (85 ans), un célèbre pianiste d'origine russe.
- Grèce : lors des élections législatives, le parti de centre-droit, la Nouvelle démocratie présidée par Constantinos Mitsotakis, arrive en tête mais manque la majorité absolue de trois sièges.
- Liban : 
  - Le Parlement, réuni dans les locaux de la base aérienne de Qlaiaat dans la zone d'influence syrienne, élit René Moawad en tant que nouveau président de la République libanaise.
  - Le Général Michel Aoun, chef du gouvernement militaire chrétien, déclare cette élection présidentielle « anti-constitutionnelle ». Dans la nuit, des miliciens chrétiens s'en prennent au patriarche maronite, Nasrallah Sfeir, accusé de soutenir l'accord de Taef, et le chassent de sa résidence.
- Formule 1 : Grand Prix automobile d'Australie.

### Lundi6 novembre 1989
- États-Unis : à Saint-Louis dans le Missouri, assassinat de Palestina Isa par ses parents pour crime d'honneur.

### Mardi7 novembre 1989
- États-Unis : les élections municipales de New York sont remportées par David Dinkins (parti démocrate). Il s'agit du premier noir, maire de New York.
- Namibie : élections législatives à l'Assemblée constituante, du 7 au 11 novembre, remportées par la Swapo, avec 57 % des suffrages. Il s'agit d'un mouvement marxiste étroitement lié à l'ethnie Ovambo et dirigé par Sam Nujoma.
- Union soviétique : à Moscou, une dizaine de milliers de manifestants, profite de la médiatisation des cérémonies du 72e anniversaire de la Révolution d'Octobre, pour dénoncer le « coup d'État bolchevik » de 1917.

### Mercredi8 novembre 1989
- République démocratique allemande : le gouvernement de Willi Stoph démissionne.
- République démocratique allemande : le comité central du parti communiste désigne, Hans Modrow, un communiste réformateur de Dresde, comme nouveau chef du gouvernement.
- États-Unis : l'État de Virginie, élit Douglas Wilder (démocrate) comme nouveau gouverneur. Il s'agit du premier noir gouverneur de cet État.

### Jeudi9 novembre 1989
- République démocratique allemande : le nouveau gouvernement annonce la fin de la frontière inter-allemande, marquant ainsi la fin symbolique de la guerre froide. Des premières brèches dans le mur de Berlin renommé « mur de la honte » sont creusées.
- Chine : Deng Xiaoping démissionne de sa dernière fonction officielle, la présidence de la Commission militaire. Il est remplacé par Jiang Zemin, le secrétaire général du parti communiste chinois.
- Pologne : visite officielle de six jours, du chancelier allemand, Helmut Kohl.

### Vendredi10 novembre 1989
- République démocratique allemande : profitant des brèches ouvertures dans le mur de Berlin, des millions d'Est-Allemands se ruent vers l'Ouest.
- Allemagne de l'Ouest : l'effondrement du mur de Berlin oblige le chancelier Helmut Kohl à interrompre son voyage officiel en Pologne pour se rendre à Berlin-Ouest.
- Bulgarie : le Chef de l'État et du parti communiste bulgare, Todor Jivkov, au pouvoir depuis 1954, est limogé et doit quitter le pouvoir. Il est remplacé par Petar Mladenov à la tête du parti.
- Salvador : le Front Farabundo Martí de libération nationale, organisation marxiste-révolutionnaire refusant l'élection du président Alfredo Christiani, lance une offensive armée.

### Samedi11 novembre 1989
- Cambodge : les troupes gouvernementales reprennent la ville de Pailin, prise  par les Khmers rouges, le 22 octobre 1989.
- Lettonie (ex-Union soviétique) : le Parlement vote une motion déclarant « nuls et non avenus » les protocoles secrets germano-soviétiques de 1939 qui prévoyaient l'annexion des Pays baltes par l'URSS de Staline.
- Pologne : le chancelier allemand, Helmut Kohl reprend son voyage officiel interrompu la veille pour se rendre en urgence à Berlin-Ouest, où le mur de Berlin venait de s'effondrer.

### Dimanche12 novembre 1989
- Salvador : le gouvernement proclame l'état de siège et l'aviation bombarde les quartiers occupés par les miliciens du Front Farabundo Marti.

### Lundi13 novembre 1989
- République démocratique allemande : la Chambre du Peuple confirme le nouveau premier ministre, Hans Modrow, désigné dans cette fonction, le 8 novembre par le Comité central du parti communiste.
- États-Unis : Lech Wałęsa, le président de Solidarnosc, arrive en visite officielle. Le lendemain, il sera ovationné par le Congrès américain.
- Liban : le nouveau président René Moawad charge Salim Hoss, un musulman sunnite, de former le nouveau gouvernement.

### Mercredi15 novembre 1989
- Union européenne : la Hongrie est le premier des pays de l'Europe de l'Est à déposer officiellement sa candidature d'adhésion au Conseil de l'Europe à Strasbourg.
- France : sortie dans les salles françaises du film de Walt Disney : La Petite Sirène (sorti un jour plus tôt aux États-Unis) qui remporte un franc succès auprès du public, partout dans le monde.

### Jeudi16 novembre 1989
- Salvador : six jésuites sont assassinés.

### Vendredi17 novembre 1989
- Tchécoslovaquie : début de révolution de velours (17-27 novembre).

### Samedi18 novembre 1989
- Bulgarie : début d'importantes manifestations dans tout le pays.
- Lettonie (ex-Union soviétique) : à Riga, plusieurs centaines de milliers de manifestants célèbrent le 71e anniversaire de la proclamation de la « République indépendante de Lettonie ».
- Tchécoslovaquie : début d'importantes manifestations dans tout le pays. Les universités se mettent en grève.
- Union européenne : les chefs d'État des douze pays de la CEE se réunissent pour un dîner officiel au Palais de l'Élysée.

### 20 novembre
- Convention des Nations unies sur les droits de l'enfant[1]

### 22 novembre
- Assassinat de Rene Moawad

### 26 novembre
- Publication par Mikhaïl Gorbatchev d'un article intitulé : Idée socialiste et perestroïka révolutionnaire[2].

### Lundi27 novembre 1989
- Tchécoslovaquie : succès de la révolution de velours (17-27 novembre).

### Mardi28 novembre 1989
- Allemagne : Helmut Kohl présente un plan de réunification de l'Allemagne.

## Naissances
- 3 novembre :
  - Joyce Jonathan, chanteuse française.
  - Elliott Tittensor, acteur anglais.
- 5 novembre : Thomas Lalonde, acteur québécois.
- 6 novembre :
  - Jozy Altidore, footballeur américain.
  - Shaina Magdayao (en), actrice, chanteuse et danseur philippine.
  - Aaron Hernandez, football américain.
  - Nikita Bellucci, actrice et réalisatrice pornographique française.
- 9 novembre : Baptiste Giabiconi, chanteur français.
- 10 novembre :
  - Scott Suggs, basketteur américain.
  - Daniel Adjei, footballeur ghanéen.
  - Luke Daley (en), footballeur anglais.
  - Taron Egerton, acteur anglais.
  - Matthew « Matt » Magill, joueur de baseball américain.
  - Adrian Nikci, footballeur suisse.
  - Sarah Wells, athlète canadienne.
- 14 novembre : Andreu Fontàs, footballeur espagnol.
- 22 novembre : Alden Ehrenreich, acteur américain.
- 23 novembre : Rachel Moret, joueuse de tennis de table suisse.
- 25 novembre : Steve Smith, VTTiste canadien († 10 mai 2016).
- 26 novembre : 
  - Oleksandr Oleksandrovytch Koltchenko, syndicaliste et militant de gauche antifasciste, anarchiste et écologiste ukrainien.
  - Junior Stanislas, footballeur anglais.
- 28 novembre : D. J. Seeley, basketteur américain.

## Décès
- Dimanche 12 novembre 1989 , Espagne : décès à Madrid de Dolores Ibarruri (93 ans), surnommée la « Pasionaria communiste », secrétaire générale du Parti Communiste Espagnol (PCE) entre 1944 et 1960, et sa présidente entre 1960 et 1989.
- Lundi 13 novembre 1989 , Principauté de Liechtenstein : décès du Prince François-Joseph II.
- Dimanche 26 novembre 1989 , Arabe : décès de Ahmed Abdallah Abderamane.
- 30 novembre : Robert Arambourou, archéologue et préhistorien français (° 9 août 1914).